# 캐스팅보트
캐스팅보트(영어: Casting Vote), 또는 결정권(決定權), 결정표는 의회에서 의안의 표결 결과가 가부 동수(可否 同數, 찬성과 반대가 동률)로 나왔을 때에 의장이 직접 의안의 가결, 부결 여부를 결정하는 것을 말한다. 의회에서 두 정당의 세력이 비슷할 때 승패를 결정하는 제3당의 투표 또한 캐스팅보트라고 부르기도 한다.